# GBU-10鋪路二式激光制導炸彈
GBU-10鋪路二式雷射制導炸彈(英文：GBU-10 Paveway II)是基於Mk 84通用炸彈的美國鋪路系列雷射導引炸彈，帶有雷射導引頭和機翼進行制導。目前有美國空軍、美國海軍、美國海軍陸戰隊、澳大利亞皇家空軍、中華民國空軍和北約各空軍使用。

## 外部連結
- Raytheon's official Paveway fact page
- Globalsecurity.org Paveway fact page （页面存档备份，存于）
- Lockheed Martin Paveway fact page （页面存档备份，存于）
- Designation-Systems.net Paveway II fact page （页面存档备份，存于）